# Manuela Kormann
Manuela Kormann (n. 7 decembrie 1976, Berna, Berna, Elveția) este o jucătoare de curl ce a reprezentat Elveția, medaliată olimpică. A participat la o ediție a Jocurilor Olimpice (2006) în care a câștigat o medalie de argint.

## Participări
Lista de mai jos prezintă principalele competiții la care a participat Manuela Kormann de-a lungul carierei.
- Curling ai XX Giochi olimpici invernali[*]